# Parainocellia braueri
Parainocellia braueri är en halssländeart som först beskrevs av Willem Albarda 1891.
Parainocellia braueri ingår i släktet Parainocellia och familjen reliktsländor. Inga underarter finns listade i Catalogue of Life.